# Eurosatory
Eurosatory es una feria internacional de defensa y seguridad realizada cada dos años en el Centro de Exposición París-Nord Villepinte, París. Está organizado por COGES en sociedad con el Ministerio francés de Defensa. El primero evento se realizó en 1992, en Le Bourget.
Esta exposición reemplaza los realizados desde 1967 por la Agencia de Aprovisionamiento Militar francés en el Campamento Satory, de allí proviene el nombre Eurosatory.
En 2018 albergó a más de 1800 expositores y concurrieron 57,056 visitantes. 

## Descripción
Como indica su nombre, esta exposición alberga productos de defensa y seguridad de tierra y aire, desde materias primas implementadas en la industria, partes ensambladas de maquinaria, y sistemas de armas operativos.
Cubre una gama amplia de "productos", desde vehículos (tanques, vehículos blindados, camiones) a armas pequeñas (pistolas, misiles, cuchillos) así como sistemas de comunicaciones, uniformes, servicios de logística, además de elementos de simulacros, de respuesta a desastres y elementos de atención médica, etc. La seguridad también ha sido un tema importante durante las últimas exposiciones, con control, alerta y respuestas a situaciones de emergencia, así como seguridad civil con la presencia de bomberos, entre otras instituciones.

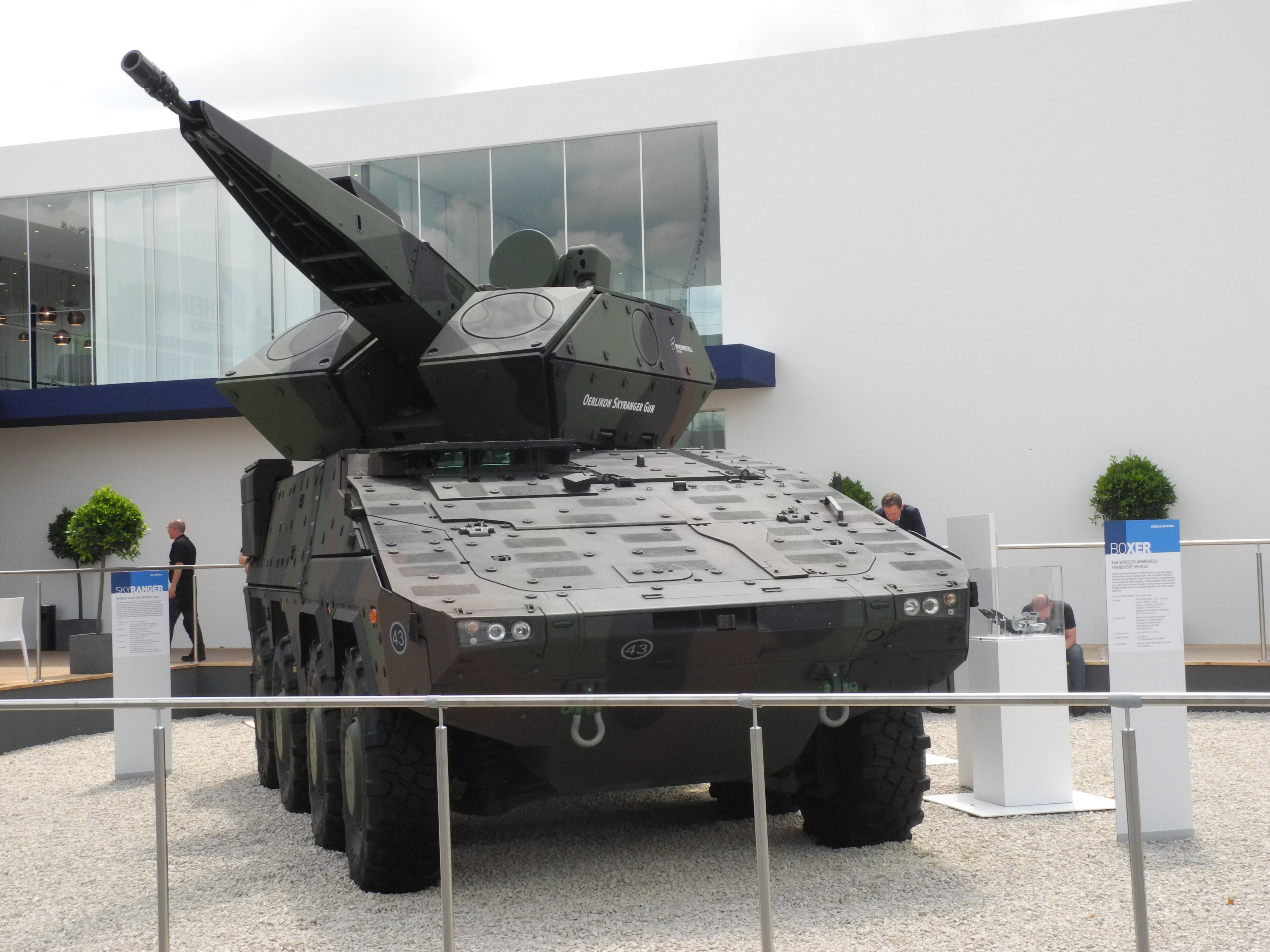
GTK Boxer equipado con el sistema de defensa aérea Oerlikon Skyranger

La exposición es la más grande de su tipo en todo el mundo. Está cerrada al público general; el acceso es por invitación, y sólo para profesionales (de otras exposiciones, institucionales, oficiales de gobierno, profesionales de la industria, todo miembro de rango de cualquier Fuerza Armada y de Seguridad, policía y unidades de emergencia). El acceso está prohibido para menores de 16 años. Parte de la exposición se realiza a puertas cerradas, habiendo también exposiciones a campo abierto. Alberga una zona de demostraciones dinámicas para demostración del uso real de diversos productos: vehículos, drones, intervención técnica, y otros. Estas manifestaciones están organizadas dos veces al día.

## Historia
La primera edición fue organizada en 1967 por la agencia de adquisiciones militares francesa en el Camp Satory y reunió a 30 expositores. Todas las ediciones de SATORY I a SATORY X se llevaron a cabo allí.
La edición de 1992 marca un punto de inflexión: la exposición se convierte en europea, toma el nombre de EUROSATORY, European Land Defense Exhibition y se traslada al Bourget Exhibition Centre.
En 1994, los Estados Unidos exhiben por primera vez y muchos participantes provienen de países de la OTAN. Se vuelve completamente internacional en 1996 cuando los fabricantes de la Federación de Rusia se unen a la exposición.
En 2000, Eurosatory se convierte en "Exposición internacional de defensa terrestre y aérea".
Desde 2002, la exposición se celebra en el centro de exposiciones Paris-Nord Villepinte.

La edición de 2006 reunió a 1, 083 expositores y 48, 000 participantes, el 50% de los cuales eran internacionales, según el sitio web oficial officiel3. Según la misma fuente, 110 delegaciones oficiales de 71 países asistieron al evento, incluidos 450 VIP y 24 ministros.

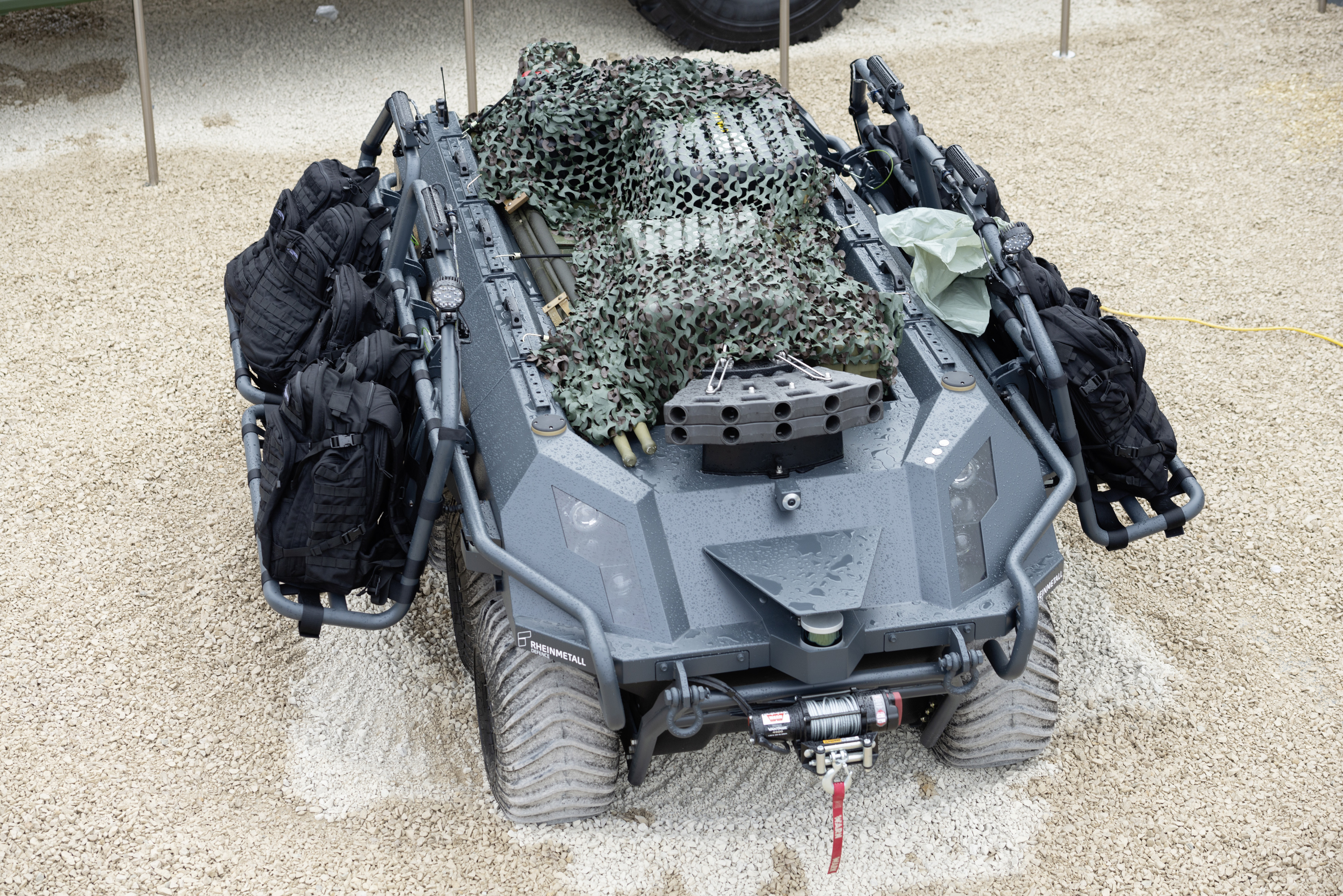
Mission Master (UGV)

La edición de 2008 fue una de las más exitosas en la historia de la feria con 117 delegaciones, 52, 500 visitantes y 1, 210 expositores. Se celebró en el centro de exposiciones Paris-Nord Villepinte en la superficie de 125, 000 m². Una parte de las delegaciones cenó en el museo del Louvre.
La décima edición de 2010, denominada "Semana Internacional de Defensa", puso énfasis en la medicina operativa, los UAS y los robots terrestres; Asistieron 1, 327 expositores de 54 países y 53, 566 visitantes profesionales4.
La edición de 2012 estuvo dedicada a "Defensa y seguridad de la tierra"; Puso énfasis en la ciberseguridad al organizar el primer foro Cyberdef-Cybersec. Hubo 1, 432 expositores y 53, 480 visitantes.
En 2014, la exposición Eurosatory reunió a 1.507 expositores de 59 países, más de 55, 700 visitantes y 172 delegaciones oficiales. Su apertura al sector de la seguridad es siempre obvia, con el 50% de los expositores del dominio. El sector de la seguridad civil también estuvo bien representado en esta edición.
En 2016, la exposición acogió a 1.571 expositores de 57 países, el 65.5% de los cuales eran internacionales, 57, 024 visitantes profesionales de 140 países, 212 delegaciones oficiales que representan a 821 delegados y VIP y 723 periodistas de todo el mundo.
En 2018, Eurosatory presenta novedades: apertura de una tercera sala de exposiciones, El  Eurosatory LAB presenta 65 nuevas empresas francesas y extranjeras, presencia de manifestaciones institucionales en vivo (GIGN, ejército francés, servicios intermedios de la Prefectura de Policía ...), el Día de la carrera. La edición presenta 1802 expositores (65% internacionales), 57056 visitantes, incluidas 227 delegaciones oficiales.